# Milcina Lăka, Vidin
Milcina Lăka (în bulgară Милчина Лъка) este un sat în comuna Gramada, regiunea Vidin,  Bulgaria. 

## Demografie
Componența etnică a satului Milcina Lăka
     Bulgari (100%)
     Nicio identificare (0%)
     Altele (0%)
La recensământul din 2011, populația satului Milcina Lăka era de 51 locuitori. Din punct de vedere etnic, toți locuitorii erau bulgari.